# Guerra de Titanes (2011)
Guerra de titanes 2011 fue la decimoquinta edición de Guerra de Titanes, un evento pago por visión de lucha libre profesional producido por Asistencia Asesoría y Administración. Tuvo lugar el 16 de diciembre de 2011 desde el Estadio Hermanos Serdán en Puebla de Zaragoza, Puebla.

## Resultados
- Mascarita Dorada, Octagoncito y Mascarita Divina vencen a Mini Psicosis, Mini Histeria y Mini Chessman en una lucha de relevos australianos en miniestrellas.
  - Al final, Mascarita cubre a Psicosis después de que aplicara el "450 splash", ya Psicosis quedó fuera del ring, porque lo sacó la Mascarita.
  - Despies de la lucha, Octagoncito se avergüenza de lo que hizo Octagón (en traicionar a AAA) cuando llegó, lo calló y lo golpeo. Después sale Konnan igual al golpearlo, pero los otros dos minis vienen en defensa de Octagoncito, aunque no pudieron hacer nada.
- Pimpinela Escarlata (con Cassandro) pierde con Sexy Star (con Konnan) en una lucha en lumberjack, ganando el Campeonato Reina de Reinas de AAA.
  - Antes de la lucha, Sexy besa a Konnan y Pimpinela reparte al público flores con Braza
  - Braza se lanza entre los leñadores que estaban abajo del ring
  - Sexy cubre a Pimpi, después de que golpea a Pimpi con el alambre de púas que puso Konnan en el ring y que cubría a un bat de béisbol.
- Los Psycho Circus (Murder Clown, Psycho Clown y Monster Ckown) vencen a varios luchadores de TNA (Gunner, "The Pope" y D´Angelo Dinero) acompañados por Chessman, en una lucha de relevos australianos
  - Monster cubre a Pope, después de un "PowerBomb"
- Cibernético, El Zorro y Electroshock derrotan a La Parka, Octagón y Silver Caín en otra lucha en relevos australianos
  - Ciber cubre al Caín, después de una "garra cibernetica", el Zorro golpea con su palo a Caín, esto era clave para que ganaran
  - Después de un tiempo de estar ausente, el Ciber regresa a AAA, pero al final de la lucha, Los Bizarros aparecen cuando fueron atacados los técnicos por los rudos.
- Joe Líder y Extreme Tiger vencen a Los Perros del Mal (Nicho el Millonario y X-Fly) en una lucha extrema infernal (considerado así porque para ganar se debe acostar al oponente en la mesa con fuego).
  - Extreme lanzan a X-Fly, pero fue lanzado erróneamente (no fue en el "tiro al blanco", pero quedó lesionado)
  - Después, nicho es lanzado a la mesa por Extreme, lo que provocó que quedara lesionado también, todo gracias a que Joe hizo los preparativos para la acción.
- El Mesías retiene la oportnidad de ser retador oficial por el Megacampeonato Unificado de Peso Completo de AAA, ganándole a AJ Styles en lo que fue anunciado, una lucha sorpresa.
  - Mesías cubre a AJ, después de un "backstabber" y "frog splash".
  - Aparece Dorian y Konnan advirtiéndolo de Jeff es un luchador difícil de vencer y le propusieron enfrenterse al Rob Terry
- Otra lucha sorpresa: El Mesias vence al Rob Terry
  - El Mesías cubre a Rob después de que reaccionó aplicando una posición de "toque de espaldas", pero el Mesías lo golpea con una silla que Rob puso para golpearlo y quizás ganar.
  - Después de la lucha, el Mesías es felicitado con golpes por parte de los luchadores Ginner y Pope, pero después salen Ozz y Scoria para salvarlo, pero fue inútil.
  - Después aparece el Vampiro ayudando al Mesias, disculpándose de lo que hizo cuando traicionó a la AAA, en ese momento, aparece el lic. Joaquín Roldán, y el vampiro arremete con un lenguaje obsceno contra Konnan y todos los que traicionaron a AAA (todo gracias a Konnan). El Vampiro recrea el concepto de "La Secta" y después, el Mesías le dice a Joaquín que el megacampeonato regresará a AAA
- Jack Evans, Drago y Fenix pierden ante Los Perros Hijo del Perro Aguayo Hector Garza y Halloween vengándose, ya que la pelea era de "vengeanza"
  - Hector cubre al Fenix, después de que lo tirara y Halloween le quitaba la máscara.
- L.A. Park (con Octagón) derrota al Dr. Wagner, Jr. (con Hijo del Dr. Wagner, Jr.) en la lucha estelar, reteniendo el Campeonato Latinoamericano de AAA
  - Antes de la lucha, aparece en un coche Toscano para decir que los del CMLL están dispuestos para hacer una guerra, arremetiendo contra la AAA (en lo que hay actualmente en la empresa), y entre Wagner y Toscano se fueron diciendo de cosas, al final dice Toscano que los que ponen las reglas son los del "Consejo".
  - Park golpea a Wagner dando inicio el combate.
  - Park cubre al Wagner, después de que usó una manopla.
  - También hubo acciones con los "Seconds"
  - Después de la lucha, llegan cubiertos el Universo 2000 y Tejano, Jr.. Ambos portaban junto con Toscano una playera que dicen "Consejo"
  - Por primera vez, el lic. Joaquín Roldán, Maricela Peña y Jeff Jarrett también retan a los del "Consejo", en lo cual, Los Psycho salen al ring, pero los del Consejo se van.

- Datos: Q5614956